# Fessenden (North Dakota)
Fessenden er en amerikansk by og administrativt centrum for det amerikanske county Wells County i staten North Dakota. I 2000 havde byen et indbyggertal på 625.
47°38′59″N 99°37′34″V / 47.6497°N 99.6261°V